# Hadrodactylus femoratus
Hadrodactylus femoratus là một loài tò vò trong họ Ichneumonidae.